# 보만정지
보만정지(保晩亭址)는 인천광역시 강화군 강화읍 국화리에 있는 건물 터이다. 1986년 4월 1일 강화군의 향토유적 제5호로 지정되었다.

## 개요
강화읍 국화리 남산 서쪽 그윽한 위치에 있으며, 옛날 황련사라는 절터로 알려져 있다. 본래 이 정자는 조선 고종 4년(1867)에 강화군 첨사를 역임한 윤상건이 팔각 건물로 축조하였으나 1983년 풍우에 건물은 무너지고 현재는 주초석과 당시 사용하였던 것으로 추정되는 샘이 남아있다. 
인근에는 애련당과 배회루의 건물이 현존한다. 주변 경관이 수려하고 아늑하여 많은 관광객이 찾던 곳이다. 이 정자 입구에는 장대석으로 쌓은 5단의 계단이 있고, 외곽으로 높이 63 - 65cm의 장초석 7개, 그 안쪽으로는 높이 110 - 116cm의 장초석 7개가 남아있다. 